# Alex Galchenyuk
Alexander Alexandrovich "Alex" Galchenyuk, född 12 februari 1994, är en amerikansk professionell ishockeyspelare som spelar för Toronto Maple Leafs i NHL.
Han har tidigare spelat på NHL-nivå för Ottawa Senators, Minnesota Wild, Arizona Coyotes och Montreal Canadiens och på lägre nivåer för Sarnia Sting i OHL.

## NHL-karriär

### NHL

#### Montreal Canadiens
Han draftades i första rundan i 2012 års draft av Montreal Canadiens som tredje spelare totalt.

#### Arizona Coyotes
Den 15 juni 2018 blev han tradad till Arizona Coyotes i utbyte mot Max Domi.

#### Pittsburgh Penguins
Den 29 juni 2019 tradades han, tillsammans med Pierre-Olivier Joseph, till Pittsburgh Penguins i utbyte mot Phil Kessel, Dane Birks och ett val i fjärde rundan i NHL-draften 2021.

#### Minnesota Wild
Under 19/20 säsongen blev Galchenyuk tradad till Minnesota Wild. Pittsburgh Penguins fick Jason Zucker medan Minnesota Wild fick Alex Galchenyuk, Calen Addison och första rundan val under 2020 draften. Galchenyuk spelade 14 matcher med Wild under säsongen och fick 7 poäng.

#### Ottawa Senators
Den 28 oktober 2020 skrev Galchenyuk på ett ettårskontrakt värt $1,05 miljoner dollar med Ottawa Senators. Galchenyuk gjorde mål i debuten mot Winnipeg Jets den 19 januari 2021. Han var sedan poänglös i de nästa 7 matcherna. 

#### Toronto Maple Leafs
Den 13 februari 2021 blev Galchenyuk tillsammans med Cédric Paquette tradad till Carolina Hurricanes i byte mot Ryan Dzingel. Följande dag blev Galchenyuk placerad på waivers av Carolina Hurricanes, men den 15 februari blev Galchenyuk tradad igen till Toronto Maple Leafs i byte mot Yegor Korshkov och David Warsofsky. Galchenyuk har ännu inte spelat någon match för Toronto Maple Leafs.

## Kontroverser
Den 9 juli 2023 arresterades Galchenyuk för flera anklagelser som inkluderade oordnat uppförande, underlåtenhet att lyda, motståd vid arrestering, hot och skrämmande uteslutanden mot poliser. Som ett resultat av arresteringen avslutades hans kontrakt med Arizona Coyotes.
Den 18 juli 2023 gav Galchenyuk ett uttalande där han bad om ursäkt för händelsen och erkände att han vid tillfället var berusad av alkohol.

## Statistik
| 2009–2010  | Chicago Young Americans | MWEHL      | 38  | 44  | 43  | 87  | 56  | —  | — | — | —  | —  |
| 2010-2011  | Sarnia Sting            | OHL        | 68  | 31  | 52  | 83  | 52  | —  | — | — | —  | —  |
| 2011–2012  | Sarnia Sting            | OHL        | 2   | 0   | 0   | 0   | 0   | 6  | 2 | 2 | 4  | 4  |
| 2012–2013  | Montreal Canadiens      | NHL        | 48  | 9   | 18  | 27  | 20  | 5  | 1 | 2 | 3  | 0  |
|            | Sarnia Sting            | OHL        | 33  | 27  | 34  | 61  | 22  | —  | — | — | —  | —  |
| 2013–2014  | Montreal Canadiens      | NHL        | 65  | 13  | 18  | 31  | 26  | 5  | 2 | 1 | 3  | 2  |
| 2014–2015  | Montreal Canadiens      | NHL        | 80  | 20  | 26  | 46  | 39  | 12 | 1 | 3 | 4  | 10 |
| 2015–2016  | Montreal Canadiens      | NHL        | 82  | 30  | 26  | 56  | 20  | —  | — | — | —  | —  |
| 2016–2017  | Montreal Canadiens      | NHL        | 61  | 17  | 27  | 44  | 24  | 6  | 0 | 3 | 3  | 4  |
| 2017–2018  | Montreal Canadiens      | NHL        | 82  | 19  | 32  | 51  | 22  | —  | — | — | —  | —  |
| 2018–2019  | Arizona Coyotes         | NHL        | 72  | 19  | 22  | 41  | 34  | —  | — | — | —  | —  |
| 2019–2020  | Pittsburgh Penguins     | NHL        | —   | —   | —   | —   | —   | —  | — | — | —  | —  |
| NHL totalt | NHL totalt              | NHL totalt | 490 | 127 | 169 | 296 | 185 | 28 | 4 | 9 | 13 | 16 |
| OHL totalt | OHL totalt              | OHL totalt | 103 | 58  | 86  | 144 | 74  | 6  | 2 | 2 | 4  | 4  |